# The Mr. T Experience
I The Mr. T Experience (qualche volta abbreviato MTX) sono un gruppo punk rock statunitense formatosi nel 1985 a Berkeley, California e attualmente sotto contratto con Lookout! Records. Hanno pubblicato 10 album studio insieme a numerosi EP, singoli, e tour internazionali. Il loro genere musicale è classificato come pop punk, a volte scherzoso, comico, satirico, altre volte trattante problemi di amore e relazioni sociali. Il loro nome deriva da Mr. T, attore e celebrità televisiva.
L'unico membro fisso della band è il cantante/chitarrista "Dr. Frank" Portman, dal momento che la band ha cambiato molto spesso formazione.
Sono contemporanei di molto gruppi emersi dallo stesso ambiente, come Green Day, Operation Ivy, Rancid, Jawbreaker, The Donnas, Tilt, e NOFX.

## Discografia

### Album in studio
- 1986 - Everybody's Entitled to Their Own Opinion
- 1988 - Night Shift at the Thrill Factory
- 1990 - Making Things With Light
- 1992 - Milk Milk Lemonade
- 1993 - Our Bodies Our Selves
- 1996 - Love is Dead
- 1997 - Revenge is Sweet, and So Are You
- 1998 - Road to Ruin
- 1999 - Alcatraz
- 2004 - Yesterday Rules

### EP
- 1989 - Big Black Bugs Bleed Blue Blood
- 1992 - Strum ünd Bang, Live!?
- 1993 - Gun Crazy
- 1994 - ...And the Women Who Love Them
- 2000 - The Miracle of Shame

### Singoli
- 1989 - So Long, Sucker
- 1990 - Sex Offender
- 1991 - Love American Style
- 1992 - The Mr. T Experience/Sicko
- 1994 - Tapin' Up My Heart
- 1995 - Alternative is Here to Stay
- 1995 - The Mr. T Experience/Goober Patrol
- 1997 - ...And I Will Be with You
- 1999 - The Mr. T Experience/Gigantor

## Membri

### Membri correnti
- "Dr. Frank" Portman – voce, chitarra
- Ted Angel – chitarra, tastiere
- "Bobby J" Jordan – basso, seconda voce
- Jim "Jym" Ruzicka – batteria

### Membri del passato
- Byron Stamatatos - basso (1985 - 1989)
- Jon Von Zelowitz - voce, chitarra (1985 - 1992)
- Alex Laipeneiks - batteria (1985 - 1993)
- Aaron Rubin - basso (1989 - 1995)
- Joel Reader - basso (1995 - 1999)
- Gabe Meline - basso (1999 - 2002)
- Erik Noyes - organo hammond (1999 - 2000)

## Canzoni usate nei film
Alcune canzoni della band sono state utilizzate nel 1996 nel film Ultimo appello interpretato da Ben Affleck. Il film è ambientato a Santa Cruz, in California ed ha come colonna sonora molte canzoni di band punk rock della California del sud. Le canzoni usate di Mr. T Experience sono I Just Wanna Do It With You e Even Hitler Had a Girlfriend.